# Calpúrnia (hetaira)
Calpúrnia (en llatí Calpurnia) va ser una prostituta o hetaira, una de les concubines preferides de l'emperador Claudi.
Per la confiança que tenia amb Claudi, Narcís, un llibert que exercia les funcions de ministre, li va encarregar que comuniqués a l'emperador, que s'estava a Òstia, el matrimoni que estaven celebrant Valèria Messal·lina i Gai Sili.